# سیارک ۱۴۲۳۰
سیارک ۱۴۲۳۰ (به انگلیسی: 14230 Mariahines، نامگذاری:1999XF100) چهارده هزار و دویست و سی‌امین سیارک کشف شده‌است که در ۷ دسامبر ۱۹۹۹ کشف شد.
قدر مطلق سیارک برابر ۱۸.۶ است.